# Quintus Fabius Iulianus
Quintus Fabius Iulianus war ein römischer Senator und im Jahr 131 zusammen mit Lucius Fabius Gallus Suffektkonsul.
Der bisher unbekannte Konsul Fabius Iulianus ist vermutlich mit einem Quintus Fabius Iulianus Optatianus Lucius Fabius Geminus Cornelianus zu identifizieren, der durch eine Inschrift als Konsul bekannt ist. Die verlorene Inschrift wird allgemein in das 2. Jahrhundert datiert. Dieser Konsul ist Sohn eines Marcus und gehörte der tribus Galeria an. Deshalb wird angenommen, dass er aus der Provinz Baetica stammte. Auch hatte man bisher vermutet, er sei ein Sohn des Marcus Fabius Iulianus Heracleo Optatianus, den die Arvalakten als ein Mitglied des Arvalkollegiums von 135 bis 155 nennen. Das ist nun, wenn man Quintus Fabius Iulianus Optatianus ... mit Fabius Iulianus identifiziert, kaum mehr möglich. Eher kann man in den Arvalbruder einen jüngeren Bruder des Fabius Iulianus sehen.